# 孫大千
孫大千（Sun Ta Chien，1969年8月28日—），生於臺北市，中華民國政治人物，曾是親民黨及宋楚瑜的發言人，現為中國國民黨籍，自2002年第一次參選以全國第一高票當選後，擔任14年立法委員，於2016年以七百餘票之差落選。
台灣大學化工系學士、美國俄亥俄州立大學國際關係碩士、美國俄亥俄州立大學材料工程博士。
曾任第五、六、七、八屆立法委員、國民黨中央政策會副執行長、全國商業總會區塊鏈應用及發展研究所所長。
現任中信金融管理學院科技金融研究所教授、AI人工智慧金融研究中心執行長以及電影視覺特效公司數字王國執行董事。
於2024年4月出版第一本人工智慧書籍《快速搞懂AI人工智慧—我能夠運算你、取代你、終結你》。同年10月又出版《AI人工智慧最新浪潮—停不下來的列車》
。
2025年5月再出版第三本AI相關書籍《上班族必備的AI神器》。

## 生平
1969年，孫大千在臺北市出生。他的父親是一位公務員，曾擔任中國造船公司副總經理。家裡另有弟妹各一。
就讀高中時，即加入中國國民黨，並在入學國立臺灣大學後擔任活動中心總幹事。

## 經歷
- 1999年3月，進入臺北市政府工作。曾是建設局研究員、中小企業輔導服務技術中心副執行長[10]。
- 1999年，因幫助宋楚瑜競選總統而遭中國國民黨開除黨籍。同年3月加入宋楚瑜所成立的親民黨，成為該黨創黨黨員。
- 2002年，當選第五屆立法委員。
- 2004年，當選第六屆立法委員。
- 2006年1月27日，與李永萍、林德福、陳志彬等人共同發表聲明退出親民黨，並重新加入中國國民黨[11]。
- 2008年，代表中國國民黨在桃園縣第六選舉區參加2008年中華民國立法委員選舉，獲得勝選[12]。
- 2012年，代表中國國民黨在桃園縣第六選舉區參加2012年中華民國立法委員選舉，獲得連任[13]。
- 2016年1月，在立委選舉中以768票之些微差距落選，力拼五連霸失利，結束其四屆十四年的任期[14][15]。
- 2016年2月，獲未來事件交易股份有限公司聘用擔任副董事長[16]。
- 2018年5月，參加中國國民黨台北市長黨內初選落敗[17]。
- 2019年，獲得中國國民黨立委提名參選國民黨艱困選區的台北市第二選區（士林區的一部分與大同區）[18]，但最終落選[19][20]。

## 選舉紀錄
| 年度 | 選舉屆數           | 選舉區           | 所屬政黨   | 得票數  | 得票率 | 當選標記 | 備註   |
| ---- | ------------------ | ---------------- | ---------- | ------- | ------ | -------- | ------ |
| 2001 | 第五屆立法委員選舉 | 桃園縣選舉區     | 親民黨     | 90,344  | 11.48% |          | [ 21 ] |
| 2004 | 第六屆立法委員選舉 | 桃園縣選舉區     | 親民黨     | 45,376  | 6.16%  | [ 22 ]   |        |
| 2008 | 第七屆立法委員選舉 | 桃園縣第六選舉區 | 中國國民黨 | 79,593  | 65.03% | [ 23 ]   |        |
| 2012 | 第八屆立法委員選舉 | 桃園縣第六選舉區 | 中國國民黨 | 102,528 | 60.34% | [ 24 ]   |        |
| 2016 | 第九屆立法委員選舉 | 桃園縣第六選舉區 | 中國國民黨 | 75,510  | 46.06% |          | [ 25 ] |
| 2020 | 第十屆立法委員選舉 | 臺北市第二選舉區 | 中國國民黨 | 68,667  | 34.91% | [ 26 ]   |        |

## 著作
- 《企鵝發燒了：從比特幣到元宇宙》 2022年6月 博碩文化股份有限公司
- 《快速搞懂AI人工智慧：我能運算你、取代你、終結你》 2024年4月 博碩文化股份有限公司
- 《AI人工智慧最新浪潮—停不下來的列車》 2024年10月 博碩文化股份有限公司

## 爭議
婚外情
2002年，被壹週刊爆料已與空姐元配陸定嘉結婚七年的孫大千有婚外情。
2005年，與外遇對象陳端梅結婚，並育有一子。
反對禁止自中國大陸進口830項農產品
孫大千不支持馬英九於2008年競選總統時所提「繼續管制大陸830項農產品」之政見，多次投票反對「要求馬政府應正式具體宣示不再開放現行禁止自大陸進口之830項農產品」之提案，也反對禁止陸資直接或間接介入選舉及政治活動。

## 外部連結
- 孫大千的Facebook專頁
- YouTube上的孫大千頻道
- 立法院－孫大千委員簡介 （页面存档备份，存于）